# 卡爾皮利夫卡 (斯里布涅區)
50°36′29″N 33°2′36″E / 50.60806°N 33.04333°E
卡爾皮利夫卡（烏克蘭語：Карпилівка）是位於烏克蘭北部切爾尼希夫州裏普里盧基區的村莊，始建於1710年，面積4.19平方公里，海拔高度131米，2001年人口523，人口密度每平方公里124.7人。